# Четвёртый кандидат
«Четвёртый кандидат», также известный как «Четвёртое дитя» (яп. 四人目の適格者, дословно — «Четвёртый правомочный человек») — семнадцатый эпизод аниме-сериала «Евангелион» от студии Gainax. Режиссёр — Минору Охара, сценаристы — Синдзи Хигути и Хидэаки Анно. Впервые был показан 24 января 1996 года на TV Tokyo, набрав 7,3 % аудитории. Цитаты Гэндо Икари из эпизода являются отсылками к стихам из книги Бытия.
В начале «Четвёртого кандидата» комитет проекта совершенствования человечества допрашивает майора Nerv Мисато Кацураги о двенадцатом ангеле Лелиил, вошедшем в контакт с пилотом Евангелиона Синдзи Икари в предыдущем эпизоде. Далее с орбиты показывается взрывная воронка в Неваде, на месте которой был второй филиал агентства. Обстоятельства происшествия неизвестны. Инцидент произошёл во время установки S² двигателя в Еву-04. Правительство США посылает в штаб-квартиру Nerv Еву-03. Синдзи разговаривает с Рёдзи Кадзи на поле арбузов в Геофронте. На следующий день Тодзи Судзухару вызывают к директору, а Аска Лэнгли Сорью узнаёт личность пилота Евы-03.

## Сюжет
Комитет проекта совершенствования человечества допрашивает майора Nerv Мисато Кацураги о двенадцатом ангеле Лелииле, вошедшем в контакт с пилотом Евангелиона Синдзи Икари в предыдущем эпизоде. Руководитель агентства Гэндо Икари отмечает, что ангелы становятся всё более разумными.
Далее с орбиты показывается взрывная воронка в Неваде, на месте которой был второй филиал Nerv. Обстоятельства происшествия неизвестны. Мисато и главный научный сотрудник Рицуко Акаги отмечают, что инцидент произошёл во время установки S² двигателя, бесконечного источника энергии ангелов, в Еву-04. Рицуко предполагает, что филиал был поглощён морем Дирака, как Ева-01 в предыдущем эпизоде. Правительство США посылает в штаб-квартиру Nerv Еву-03. Затем Рицуко и Гэндо обсуждают установку в Еву-01 и Еву-02 системы псевдопилотов — систему, предназначенную для имитации пилота и его мыслей. Мисато узнаёт личность нового пилота Евы-03.
В школе староста класса Хикари Хораки просит Тодзи Судзухару отнести распечатки Рей Аянами. Вместе с Синдзи он приходит в её квартиру. Рей нет дома. Синдзи решает прибраться. Когда Рей приходит, она благодарит его. Тем временем Рёдзи Кадзи сообщает Мисато, что институт Мардук, консультативный орган, занимающийся отбором пилотов для Ев, является мистификацией. После этого Кадзи беседует с Синдзи на своём арбузном поле в Геофронте. Синдзи говорит, что выращивание арбузов может приносить боль. Кадзи отвечает, что тот, кто знает боль, лучше относится к людям. Затем Синдзи проходит тест на синхронизацию с Евой-01. Его синхронизация падает.
На следующий день во время обеденного перерыва Тодзи вызывают к директору. К вечеру он возвращается в класс, где его ждёт Хикари. Она говорит, что его очередь дежурить, но он отказывается, так как голоден. Хикари предлагает ему завтра свою еду, на что он соглашается. Аска Лэнгли Сорью приходит на работу Кадзи и видит на его компьютере личность пилота Евы-03. В конце эпизода Тодзи попадает мячом в баскетбольное кольцо.

## Производство
В 1993 году Gainax опубликовала «Предложение» (яп. 企画書), презентационный документ о «Евангелионе», в котором семнадцатый эпизод носил название «Первое свидание Аски» (яп. アスカ、初デート). Согласно синопсису, эпизод должен был представлять собой романтическую комедию: Аска идёт в парк развлечений, рассказывается прошлое Мисато. В конечном итоге часть с Аской была перенесена в десятый эпизод, в котором она вместе с Кадзи выбирает купальник, а часть с Мисато — в двадцать первый.
Режиссёром «Четвёртого кандидата» является Минору Охара, сценаристами — Синдзи Хигути и Хидэаки Анно, раскадровщиком — Акира Огуро, главным аниматором — Мау Ханабатаке. Во вступительной музыкальной теме эпизода использована песня «A Cruel Angel’s Thesis» в исполнении Ёко Такахаси, а в заключительной — Aki Jungle версия песни «Fly Me to the Moon» (в каждой серии используется своя версия этой композиции). Юитиро Огуро из style.fm относит семнадцатый, восемнадцатый и девятнадцатый эпизоды к так называемой «Трилогии четвёртого ребёнка» (яп. フォースチルドレン三部作).

## Темы и отсылки
По мнению японского критика Мэгуро Цуёси, идиллическая повседневная жизнь школы из сериала рушится с семнадцатого эпизода. Доцент кафедры современной японской литературы Флоридского университета Кристофер Смит считает, что в «Четвёртом кандидате» Синдзи полностью потерял свою гегемонистскую мужественность, которую приобрёл в предыдущем эпизоде.
Исследовательница аниме Эмили Вати Мьюр рассмотрела концепцию права войны в «Четвёртом кандидате». По её мнению, в эпизоде продемонстрировано, как при изменении соотношения сил во время войны меняется и власть. Гэндо полностью разорвал отношения с Seele, а Синдзи оказывается единственным, кто может спасти человечество от ангелов, став главным в Nerv. На него была возложена большая ответственность, что отсылает к ревизионистской теории справедливой войны, согласно которой, человек несёт моральную ответственность во время войны. В разговоре с Кадзи Синдзи находит оправдание своему участию в «войне» с ангелами. Он считает, что делает это ради защиты невинных.
В эпизоде Тодзи утверждает, что уборка — не мужское дело. Однако Огуро отмечает, что подросток всё же позиционирует себя скорее мальчиком, а не мужчиной. Также по его мнению, финальная сцена, в которой Тодзи попадает мячом в баскетбольное кольцо, является интерпретацией того, что он принял решение пилотировать Еву-03. Огуро считает, что разговор Кадзи и Синдзи в арбузном поле является продолжением монолога мальчика из предыдущего эпизода. В них Синдзи осознал пустоту размышлений о внутренних переживаниях. Огуро интерпретировал хобби Кадзи выращивать арбузы как поиск «весёлого» в жизни.
Цитаты Гэндо из эпизода являются отсылками к стихам из книги Бытия. «Созданный этими слабейшими из всех существ, созданный при помощи мудрости, полученной от нашей слабости» отсылает к Быт. 3:7, «Изгнанные из рая в этот земной мир, люди существуют на грани смерти» — к Быт. 3:22. Японовед Клод Смит интерпретировал цитату «Изгнанные из рая в этот земной мир, люди существуют на грани смерти. Созданный этими слабейшими из всех существ, созданный при помощи мудрости, полученной от нашей слабости, наш собственный рай. … Город для трусов бегущих от мира полного врагов» с тем, что уход в себя не является правильной реакцией на окружающий мир.

## Показ и критика
«Четвёртый кандидат» впервые был показан 24 января 1996 года на TV Tokyo, набрав 7,3 % аудитории.
Редактор Film School Rejects Макс Ковилл поставил «Четвёртого кандидата» на 21-е место в своём рейтинге эпизодов «Евангелиона», назвав его подготовкой к следующему эпизоду (который он поставил на 1-е место). Акио Нагатоми из the Anime Café отметил плохое качество анимации (длинные повторяющиеся кадры и панорамирование) и медленный сюжет. По его мнению, можно было бы лучше сделать сцену, в которой Аска узнаёт личность нового пилота, а сцену с Гэндо и Фуюцуки в поезде сократить. Джоэл Каннингем из Digitally Obsessed похвалил «Четвёртого кандидата» за развитие сюжета. Огуро отметил, что эпизод изображает повседневную жизнь и лишён драматического волнения.

## Продукция
«Четвёртый кандидат» был включён в DVD-сборники «Second Impact Box» Gainax и «Евангелион. Том 3 серии 14―20» российской компанией MC Entertainment, выпущенные в феврале 2001 и 30 августа 2005 года соответственно. Эпизод вошёл в Blu-ray-сборник «Neon Genesis Evangelion Blu-ray BOX», выпущенный японской компанией King Records 26 августа 2015 года. Японская компания Movic выпустила футболки, основанные на эпизоде.

### Комментарии
1. ↑  Проект совершенствования человечества 	— проект тайной организации Seele по возвращении человечества к прежнему состоянию бытия, в котором отсутствует индивидуальность и эго, путём объединения всех душ в одну[4][5].

### На японском языке
- Evangelion Chronicle (яп.). — DeAgostini, 2010. — Vol. 10.
- Evangelion Chronicle (яп.). — DeAgostini, 2010. — Vol. 19.
- Evangelion Chronicle (яп.). — DeAgostini, 2010. — Vol. 26.
- Evangelion Chronicle (яп.). — DeAgostini, 2010. — Vol. 27.
- Evangelion Chronicle (яп.). — DeAgostini, 2010. — Vol. 46.

### На других языках
- Fujie K., Foster M. Neon Genesis Evangelion: The Unofficial Guide (англ.). — Tokyo: DH Publishibg, 2004. — 188 p. — ISBN 9780974596143.
- Muir E. W. To Face the World Alone or Together: Jus ad Bellum and the Lives of Child Soldiers in Neon Genesis Evangelion (англ.) // Law, Technology and Humans. — 2023. — Vol. 5, no. 1. — P. 40—57. — doi:10.5204/lthj.2510.
- Smith C. You Are Not Alone: Self-Identity and Modernity in Neon Genesis Evangelion and Kokoro :  [англ.]. — Florida State University. — 2008.